# Рембо, Артюр
Жан Николя́ Артю́р Рембо́ (фр. Jean Nicolas Arthur Rimbaud [aʁtyʁ ʁɛ̃ˈbo]; 20 октября 1854 — 10 ноября 1891) — французский поэт. Писал стихи только в ранней юности, после 1873 года отошёл от творчества. Издал один сборник, «Одно лето в аду» (1873). При его жизни вышел также сборник стихотворений в прозе «Озарения» (1886).

## Биография
Артюр Рембо родился 20 октября 1854 года в Шарлевиле на северо-востоке Франции. Он был вторым ребёнком в семье Фредерика Рембо (1814—1878) и Мари-Катрин-Витали Рембо (1825—1907).
Отец — Фредерик Рембо, — по профессии военный, провёл большую часть своей военной карьеры за границей. В частности служил в Алжире (1844—1850), а в 1854 году был награждён орденом Почётного легиона «по указу императора». Капитан Фредерик Рембо был описан как «вспыльчивый, спокойный и щедрый» с длинными усами и бородкой офицера егеря. Мать — Мари-Катрин-Витали Рембо (в девичестве Куиф) — была из зажиточной крестьянской семьи. Когда маленькому Артюру исполнилось четыре года, отец оставил семью. С тех пор Артюра воспитывала мать. Начальное образование Артюр получил в Шарлевильском лицее. Вскоре после публикации первого стихотворения в 1870 году, в возрасте 16 лет Артюр Рембо отправился в путешествие по северу Франции и югу Бельгии.
В возрасте семнадцати лет Рембо знакомится в Париже с поэтом Полем Верленом и на некоторое время становится его близким другом и любовником. Верлен приглашает Рембо в Париж и оплачивает ему дорогу.

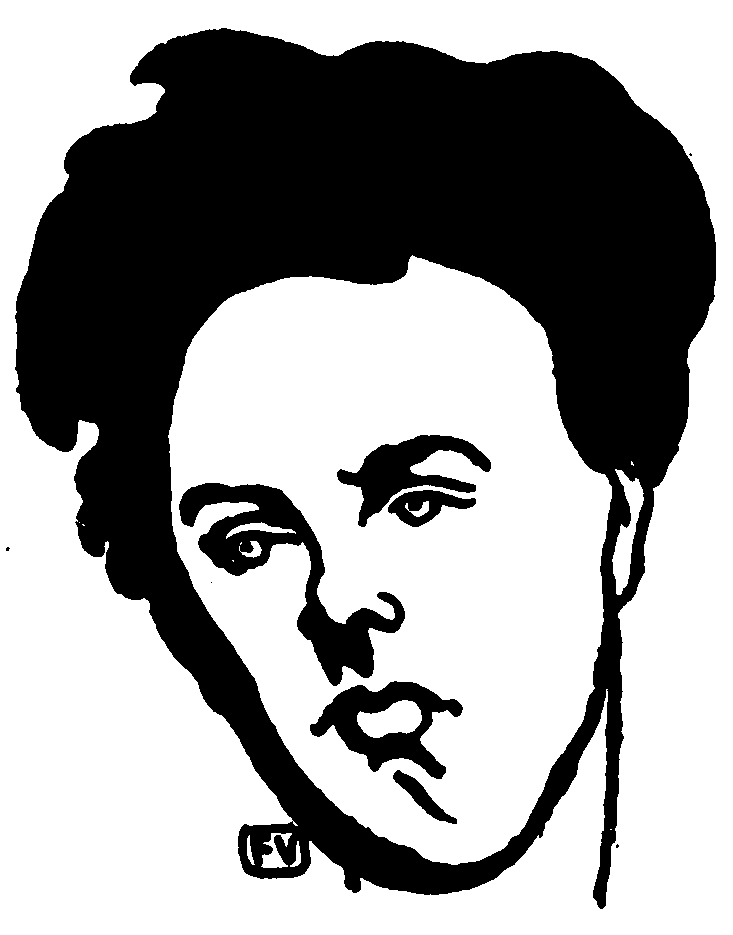
Ф. Валлотон. Портрет Артюра Рембо, ок. 1898

Прибыв в Париж, Рембо поселяется в доме у Верлена, но вскоре изгоняется оттуда 17-летней беременной женой Верлена Матильдой Моте за грубость и нечистоплотность. Рембо живёт по очереди у литератора и критика Теодора Банвиля, поэта и шансонье Шарля Кро, композитора Жана (Эрнеста) Кабане, художника Жана-Луи Форена. Верлен и Рембо принимают участие в собраниях литературных кружков «Дрянные мальчишки» и «Чертыхатели», дружат, пьянствуют, дискутируют, ссорятся и мирятся.
В конце октября из-за Рембо возникла первая ссора Верлена с Матильдой, которая негодует, когда Рембо, не приемлющий «мещанскую обстановку» семейства Моте, пытается вырвать Верлена из этой среды.
В конце декабря на очередном обеде «Дрянных мальчишек» Рембо устраивает скандал и легко ранит тростью-шпагой фотографа Каржа́, за что Рембо изгнан из кружка. Верлен снимает для него комнату на улице Кампань-Премьер в XIV округе Парижа в районе Монпарнас.
В Париже Рембо участвует в восстании Парижской коммуны.
В 1872 году Поль Верлен бросает семью и уезжает с Рембо в Лондон. Некоторое время прожив там, они путешествуют по Европе и расстаются в Брюсселе, после того как Верлен в жарком споре под действием абсента простреливает Рембо запястье. Верлен был осуждён на два года тюрьмы. После расставания с Верленом Рембо возвращается домой, на ферму Роше.
После этого Рембо перестаёт писать и путешествует по свету до 1880 года. Затем в Африке (в основном в Египте и Эфиопии), а также в Йемене он занимается торговлей кофе, пряностями и шкурами. В Эфиопии долгое время жил в городе Харэр, посещал императора Менелика II в Аддис-Абебе, чтобы продать ему партию европейского оружия.
В феврале 1891 года в Адене (Йемен) Рембо начинает ощущать боль в правом колене. Поначалу ему кажется, что это артрит. Лечение безрезультатно, и в марте того же года боль становится настолько сильной, что Рембо готовится отправиться во Францию на лечение. Перед отъездом Рембо консультируется с одним из британских врачей, который по ошибке ставит Рембо диагноз «туберкулёзный синовит», и рекомендует прибегнуть к срочной ампутации. Рембо остаётся в Адене вплоть до 7 мая, чтобы уладить свои финансовые дела, после чего на пароходе «L’Amazone» отправляется в 13-дневное путешествие назад во Францию. Уже в Марселе Рембо госпитализируют в госпитале «Hôpital de la Conception», где спустя неделю, 27 мая, ему ампутируют правую ногу. Послеоперационный диагноз показывает, что у него рак кости, — вероятно, остеосаркома.
После короткого пребывания на семейной ферме с 23 июля по 23 августа Рембо предпринимает попытку отправиться назад в Африку, но по пути его здоровье настолько ухудшается, что его снова госпитализируют в том же госпитале в Марселе, где Рембо навещает его сестра Изабель. Боль становится невыносимой, и 10 ноября 1891 года, после обряда соборования, он умирает в возрасте 37 лет.
Рембо похоронили в его родном городе Шарлевиле.

## Влияние
Артюр Рембо считается одним из основных пионеров символизма и модернизма. Его поэтика стала основой для экспериментов поэтов будущего, например, футуристов в России и Италии. Так, в документальном труде «Артюр Рембо: Поэт и пророк» отмечается, что Рембо преднамеренно отказался от традиционных форм и техник, стремясь создать новую поэтическую реальность. Его стихи часто воспринимаются как «поэтические машины», в которых каждый элемент служит для передачи внутреннего, чувственного опыта. Рембо использовал технику свободного стиха или верлибра, что позволило ему выразить мысли и чувства, которые не вписывались в традиционные метрические схемы.
Рембо активно использовал символику и аллегорию для выражения своих идей. В работе «Поэт и воображение» (1948) Гастон Башляр акцентирует внимание на том, как Рембо интегрировал символистские техники в свои произведения. Тематика поиска, стремление к высшему познанию и бунт против социальной нормы пронизывают его творчество. Стихотворения Рембо насыщены экзотическими образами и метафорами, что придает им экзистенциальный и мистический оттенок.
Также Рембо оказал значительное влияние на развитие экспрессионизма и импрессионизма. Рембо был важной фигурой для поэтов и писателей, таких как Брендон Ли и Илья Эренбург, которые признавали его влияние на свои собственные литературные эксперименты. Его поэтические эксперименты с формой и содержанием стали важным этапом в развитии современной литературы.

## Произведения, опубликованные при жизни автора

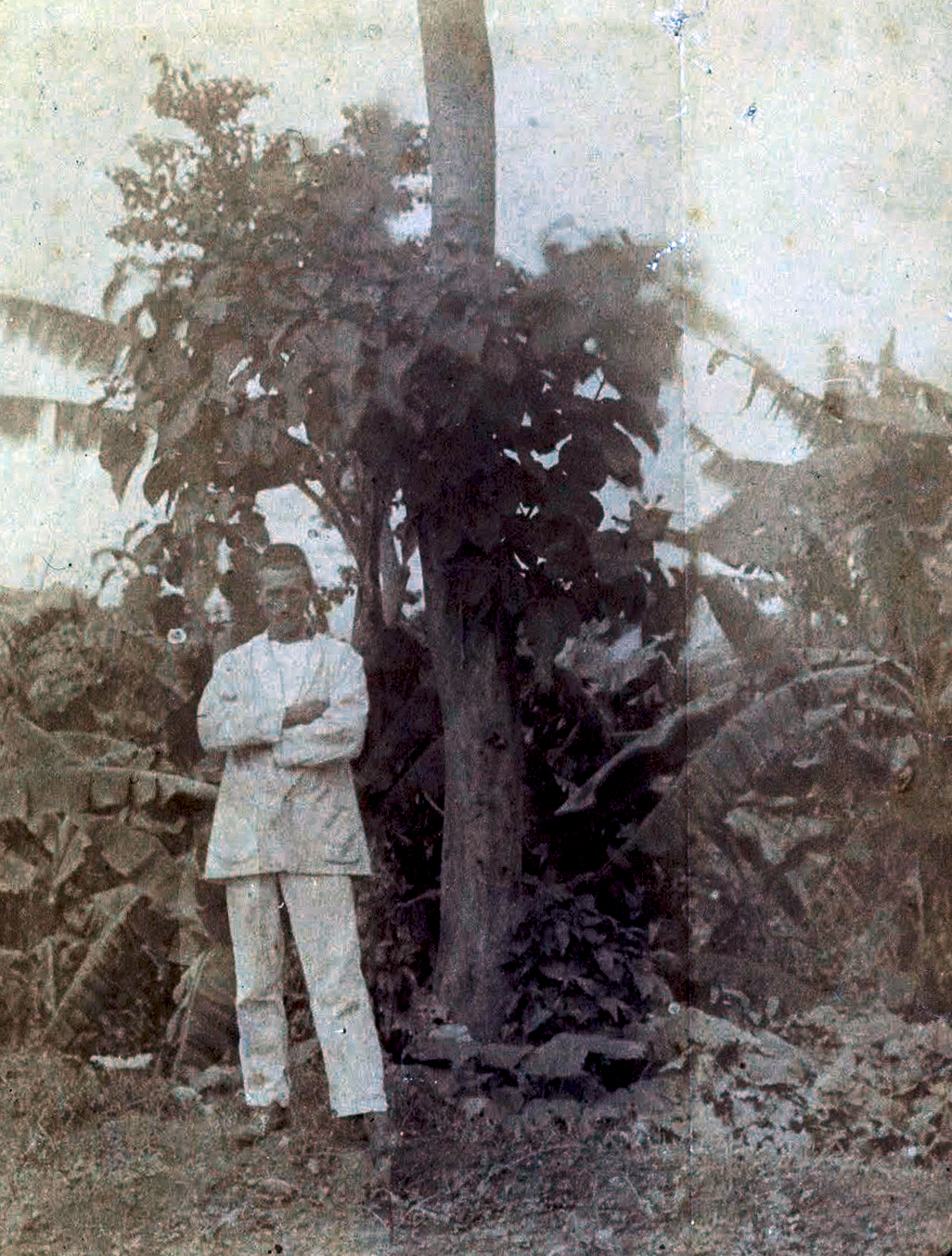
Рембо в Африке

- (1870) Январь. «Подарки сирот к Новому году» в la Revue pour tous
- Август. «Три поцелуя» («Первый вечер») в La Charge
- (1872) Сентябрь. «Вороны» в La Renaissance littérature et artistique
- (1873) Октябрь. «Одно лето в аду» / Une Saison en Enfer
- (1878) Январь. «Маленькие бедняки» («Заворожённые») в The Gentle-man’s Magazine
- (1882) Июнь. «Искательницы вшей» — два четверостишия в Champsaur, Dinah Samuel; переиздано в сентябре 1889 года
- (1883) Октябрь. «Сидящие», «Пьяный корабль», «Искательницы вшей», «Заворожённые», «Вечерняя молитва», «Гласные», фрагменты «Вечность», «Париж заселяется вновь», а также «Первые причастия» опубликованы Верленом в Lutèce
- (1884) Апрель. Перечисленные выше стихотворения опубликованы Верленом в сборнике Les Poètes mauditis («Проклятые поэты»)
- (1886) Апрель. «Первые причастия» в La Vogue
- Май-июнь. «Озарения», включая некоторые из Последних стихотворений в La Vogue. Также опубликованы отдельно
- (1888) Июнь. «Шкаф», «Уснувший в ложбине» и «Заворожённые» в Poètes lyriques français du XIXe siècle (Антология Лемерра)
- Октябрь. Переиздание сборника «Проклятые поэты» с добавлением фрагмента из «Украденного сердца» и стихотворением «Голова фавна»
- (1889) Февраль-январь. «За музыкой», «Богема», «Зло», «Предчувствие» в La Revue indépendante
- (1890) Февраль. «Шкаф» и «Предчувствие» в Le Petit Ardennais
- Март. «Гласные» в книге Мопассана «Бродячая жизнь» и «В зелёном кабаре» в La revue d’aujourd’hui
- Май. «Шкаф», «Предчувствие» в La Plume (перепечатано из Le Petit Ardennais)
- Сентябрь. «Парижская оргия, или Париж заселяется вновь» в La Plume
- (1891) Ноябрь. «Бал повешенных», «Венера Анадиомена» в Mercure de France

## Рембо в современной культуре
В XX веке наследие Рембо было предметом полемики. Общепризнанными последователями Рембо во французской поэзии являются Гийом Аполлинер и Поль Элюар. Мировоззрение и поэзия Рембо оказали влияние на творчество Генри Миллера, отразившего своё духовное родство с поэтом в эссе «Время убийц».
Во второй половине XX века Артюр Рембо обретал всё большую популярность. Так, его образ неоднократно был использован в кинематографе. Наибольшую известность получил фильм Агнешки Холланд «Полное затмение» (1995), созданный по одноимённой пьесе Кристофера Хэмптона (1967), в котором роль поэта исполнил Леонардо Ди Каприо (фильм не претендует на историческую достоверность образа Рембо), а также Верлена в исполнении Дэвида Тьюлиса.
Дэвид Моррелл вдохновлялся образом Рембо при создании Джона Рэмбо. В предисловии к книге «Первая кровь» автор упоминает Артюра Рембо, который запомнился Морреллу сложностью своей фамилии и несоответствием между её звучанием и написанием. «Имя французского автора и имя яблока совпали, я почувствовал в этом отзвук силы [провидения]», — пишет Моррелл. Позже он добавлял, что самым известным произведением Артюра Рембо является «Одно лето в аду» (Une Saison en Enfer), название которого было подходящей метафорой для страданий, перенесённых Джоном Рэмбо во вьетнамском плену.
Посвящённая Артюру Рембо и выполненная Жан-Робером Ипустеги по заказу президента Франсуа Миттерана скульптурная композиция — «Путник в башмаках, взлетевших кверху» (фр. l’Homme aux semelles devant), установлена в 1985 году перед зданием библиотеки Арсенала (Bibliothèque de l’Arsenal) на улице Сюлли (Rue de Sully) в Париже. В названии скульптуры перефразировано прозвище, которое Поль Верлен дал Артюру Рембо — «Путник в башмаках, подбитых ветром» (l’Homme aux semelles de vent). Портретный этюд «Лицо Рембо» (Visage Rimbaud) принадлежит Культурному центру Ипустеги (Centre Culturel Ipoustéguy) в городе Ден-сюр-Мёз (фр. Dun-sur-Meuse).
В 1991 году вышел фильм Arthur Rimbaud — Une biographie режиссёра Рихарда Диндо. В фильме снялись актёры Бернар Блош, Кристиана Коэнди, Мадлен Мари, Альбер Дельпи, Жан Дотреме, Бернар Фрейд, Ханс-Рудольф Тверенбольд, Жак Боннаффе (голос).
Певица и поэтесса Патти Смит, на творчество которой сильно повлиял Рембо, не раз упоминала и цитировала его в своих работах.
Поэма Юрия Сопова «Артюр Рембо» (1919)
В произведении Жан-Поля Сартра «Детство хозяина» главный герой сравнивает себя с Рембо: «Нужно бы убивать себя в двадцать лет», теперь Люсьен часто смотрелся в зеркало и постепенно научился любоваться своей угловатой молодой грацией. «Я Рембо», — думал он по вечерам, снимая одежду мягкими движениями, и начинал верить, что у него будет короткая и трагическая жизнь слишком красивого цветка.
Владимир Высоцкий упомянул поэта в своём стихотворении «О фатальных датах и цифрах».

Книгу стихов Рембо читает главный персонаж кинофильма «Теорема» Пьера Паоло Пазолини.

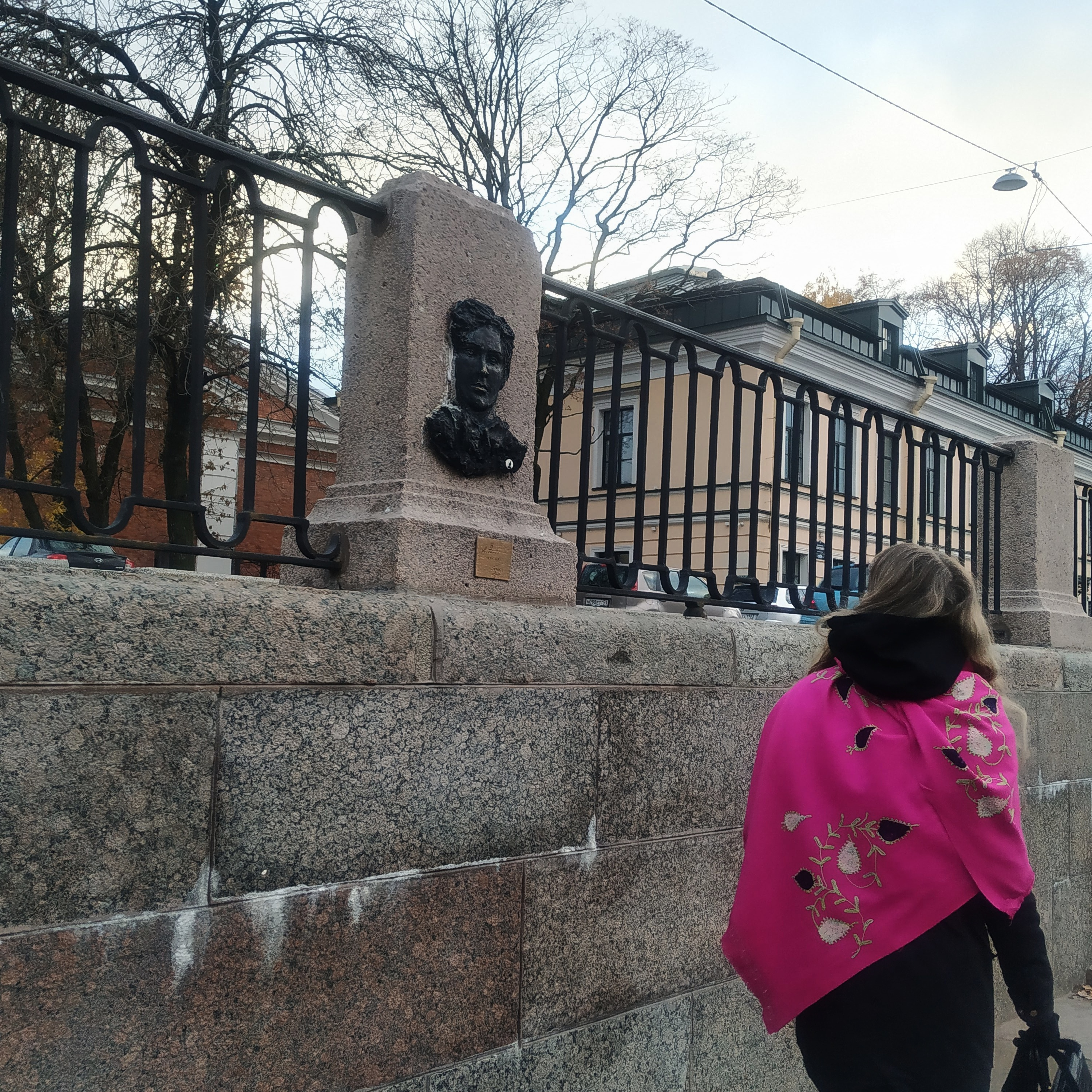
Барельеф в Санкт-Петербурге

В альбоме «Талисман» Павла Кашина есть песня «Пьяный корабль» по одноимённому стихотворению Рембо с авторским переводом исполнителя.
Артуру Рембо посвящена песня Олега Митяева «Шарлевиль» (1991).
Польский поэт Рафал Воячек, которого называют «польским Рембо», также вдохновлялся работами и личностью Артюра. В 1966 году написал стих «Рембо», опубликованый в сборнике под названием «Reszta krwi» (1999). В переводе на украинский язык публикация состоялась в 2016 году Ивано-Франковским издательством «П’яний корабель».
В 2004 году известный немецкий художник-концептуалист Оттмар Хёрль в честь 150-летия французского поэта установил на площади родного города Рембо 800 посвящённых ему скульптур.
В 2015 году вышел документальный фильм «Артюр Рембо, роман с Харэром / Rimbaud, le roman de Harar» (реж. Жан-Мишель Джиан / Jean-Michel Djian)
Артюр Рембо является прототипом для одного из персонажей аниме и манги «Проза бродячих псов».
В 2022 году художники арт-группы «ortanz» установили барельеф Артюра Рембо в Санкт-Петербурге по адресу Набережная Фонтанки, 112Б.